# بروسونتة كاملة الأوراق
بروسونتة كاملة الأوراق (الاسم العلمي:Broussonetia integrifolia) هي نوع من النباتات تتبع جنس البروسونتة من الفصيلة التوتية.